# پرالی
پرالی (به ایتالیایی: Prali) یک کومونه در ایتالیا است که در استان تورین واقع شده‌است.

## خصوصیات
پرالی ۷۲٫۶ کیلومترمربع مساحت و ۳۲۲ نفر جمعیت دارد و ۱٬۴۵۴ متر بالاتر از سطح دریا واقع شده‌است.

## خواهرخوانده
شهر ابریس خواهرخواندهٔ پرالی هست.